# Petri Tiili
Petri Tiili, Petri Samuli Tiili, även känd som Pelle Miljoona, född 10 februari 1955 i Fredrikshamn, är en finsk musiker och författare. 
Pelle Miljoona var den artist som gjorde punken stor i Finland med sina band Pelle Miljoona & 1980 och Pelle Miljoona Oy i skiftet mellan 1970- och 1980-talen. Han sjunger, spelar trummor, gitarr och munharmonika. Pelle Miljoona har gett ut 25 album, 9 romaner och 2 diktböcker. I dag är han aktiv med gruppen Pelle Miljoona & Rockers.

## Biografi

### 1977-1980: Punkens pionjär
Pelle Miljoona grundade sitt första band (ett coverband som spelade rockklassiker) i Nyslott i Finland, där han studerade till klasslärare i mitten av 1970-talet. Sitt första punkband, Pelle Miljoona & N.U.S. bildade han 1977. Det har spekulerats mycket i vad N.U.S. står för. Gitarristen Pasi Huopalainen påstod att det skulle betyda National Underground Society, men också andra förklaringar har förts fram. Miljoona själv har sagt att det inte betyder någonting alls, utan bara är hälften av ordet "nussia" som är finskt slang för att ha samlag.
År 1978 gavs LP:n Pelle Miljoona & N.U.S. ut med instant hits som Mä vaan pogoon, Olen työtön, Mitä on punk? och Pikkuhitleri (Jag bara hänger, Jag är arbetslös, Vad är punk, Lillhitler). Vid den tiden spelade Pelle både trummor och sjöng i bandet. Han spelade dessutom trummor med sådan frenesi att han var tvungen att utveckla ett slags säkerhetsbälte som höll honom på pallen under hela konserten. Att ge ut skivor med texter som förnedrade den finska staten och förlöjligade armén var inte något man sett maken till förut i Finland, så Pelle Miljoona fick genast en hel del uppmärksamhet då skivan kom ut. Samma år medverkade bandet på turnén och skivan som gick under namnet Pohjalla (på botten) och gjordes tillsammans med banden Problems?, Sehr Schnell och Se.
Punken i Finland var ännu en marginalföreteelse 1978, då Miljoona flyttade till Helsingfors för att göra sin civiltjänst. Förutom Problems? var det bara Andy McCoys och Pete Malmis Briard som gjort något väsen av sig. Tumppi Varonen flyttade över från Problems? till Miljoonas nya band 1978, som senare bytte namn till 1979 och till sist fann sin form i Pelle Miljoona & 1980. I bandet spelade förutom Varonen och Miljoona också Stefan Piesnack och Rubberduck Jones och Ari Taskinen. Gruppen spelade in skivor med racerfart, under 1979 och början av 1980 släpptes tre LP-skivor, varav den som bäst motstått tidens tand är Viimeinen Syksy (Den sista hösten) som bl.a. innehåller rockklassikern Tahdon rakastella sinua (Jag vill älska med dig). År 1980 hade punken redan hunnit bli ett mainstreamfenomen till och med i Finland och Pelle Miljoona & 1980 höll på att bli ett av Finlands allra största band. Men nu började också stämningen inom bandet bli otrygg. Piesnack blev allt mer opålitlig på grund av sitt drogmissbruk, så han sparkades och gitarristen Jones kände sig inte mera bekväm i bandet så han slutade.

### Storhetstiden: Pelle Miljoona Oy
In i bandet kom gitarristen Andy McCoy (Antti Hulkko) och basisten Sami Takamäki (som just fyllt 16). Taskinen bytte från bas till rytmmgitarr och Varonen och Miljoona fortsatte att turas om med att sjunga och spela trummor. Så hade ett av Finlands största rockband fötts: Pelle Miljoona Oy. Bandet turnerade på så gott som alla sommarfestivaler år 1980 och publiken var förtjust i den ungdomliga energi som McCoy och Takamäki tillförde bandet. Efter sommaren gav bandet ut Pelle Miljoonas bäst sålda skiva någonsin, Moottoritie on kuuma (Motorvägen är het), som av många anses vara Finlands bästa rockskiva genom tiden. På skivan fanns, förutom titelspåret, klassiska låtar som Olen kaunis (Jag är vacker, sången blev något av en temasång för ungdomen år 1980), Juokse villi lapsi (Spring vilda barn) och Hyvää yötä maailma (God natt, världen). Skivan sålde platina och Pelle Miljoona Oy såg en ljus framtid. Tills McCoy och Takamäki plötsligt hoppade av bandet för att gå med i Hanoi Rocks, strax innan Pelle Miljoona Oys långa turné i norra Finland.
Så sprack den klassiska uppsättningen av Pelle Miljoona Oy och efter det blev bandet mer eller mindre Pelle Miljoonas soloprojekt. Stefan Piesnack (som startat Hanoi Rocks men blivit dömd för droginnehav och sparkats ut bandet) återvände till gitarren och på bas sågs TB Widow. 1981 koncentrerade sig Miljoona på att göra en fredsturné i skolor med sitt eget band Avoimet ovet (Öppna dörrar). Från turnén gavs också ut en skiva samma år. Trots att inget spelades in, turnerade den nya uppsättningen av Pelle Miljoona Oy under sommaren 1981, bland annat uppträdde de på den legendariska rockfestivalen i Roskilde.
Skivan Matkalla Tuntemattomaan spelades in i Tyskland Hansa Tonstudio, som använts av bl.a. Nina Hagen och David Bowie. Strax efter att den spelats in, gav sig Miljoona ut på en världen runt-resa och när han återvände satt Piesnack i fängelse och avtjänade sin droginnehavsdom. Hans plats togs för en kort tid av Jimi Sumen som gjort sig känd i världen med bandet Classix Nouveux, men snart började det knaka i leden igen. För en kort period spelade Oy i samma form som Pelle Miljoona & 1980, men precis som förut stack Rubberduck Jones igen ut på egna vägar och Varonen återvände till Problems?. In kom Jesu Hämäläinen från Stressi på bas och Vando från Avoimet ovet på trummor. Taskinen och Piesnack blev kvar, men efter den såsiga skivan Radio Kebab splittrades Pelle Miljoona Oy 1983 och avslutade ett kapitel i den finska rockhistorien. Det betydde också slutet på radarparet Miljoona-Taskinen, som tillsammans skrivit så gott om allt material Miljoonas band skrivit sedan 1978.

### 1980-talet: Soloskivor och projektband
Trots att Oy fortsatte uppträda, började Miljoona själv koncentrera sig mera på andra projekt och spelade 1983 in soloskivan Laulava Idiootti (Den sjungande idioten). Den mottogs med förvåning, eftersom musiken var klassisk 60-talsrock och snarare närmare Bob Dylan än Sex Pistols. Pelle har också sagt att Dylan och Woody Guthrie alltid hört till hans största inspirationskällor. Avvikelsen från linjen märks också att personerna som medverkar på skivan, förutom Vando, alla hör till rockmusikens pionjärer i Finland: Måns Groundstroem, Dave Lindholm och Mats Huldén. De gamla Oy-medlemmarna fortsatte spela som Pelle Miljoonas band på skivan Jos... som hör till hans bättre produktion under karriären. Men det höll inte heller länge. Plötsligt sattes Piesnack igen i fängelset och Miljoona själv körde turnébussen till skogs i fyllan. När han 1984 utan förvarning åkte till Thailand för att skriva en bok, splittrades gruppen slutligt.
1985 spelade grundade Pelle Miljoona den kortvariga gruppen Miljoonaliiga med Piesnack, Varonen och Jimi Sero. Gruppen gav ut en skiva, men splittrades snabbt efteråt och Pelle grundade Pelle Miljoona & Linnunlaulu (Pelle Miljoona & Fågelsången). Där spelade förutom Piesnack Tero Siitonen och Repa Rantsila. Skivan Tule Kotiin Johnny (Kom hem, Johnny) är modernare och lättare än Pelle Miljoonas tidigare produktion och Sadepäivän Ihmisiä (Regndagens människor) från 1989 är mjukare och har också några akustiska spår. Skivan sålde igen bättre än Pelle Miljoonas halvråddiga produktion under mitten av 90-talet och många ser den som artistens comeback.
1990 utkom ännu en soloskiva, varefter det kortlivade bandet Pelle Miljoona & Peacemakers föddes. Peacemakers gav inte ut några skivor och spelade mycket lite live, för det mesta spelade Pelle Miljoona akustiska konserter med Siitonen och fortsatte resa runt världen.

### 1990-talet: Rockers
1993 föddes sedan Pelle Miljoonas långtida band Rockers. Rockers har funnits sedan dess och har gett ut knappt tio skivor. I bandet har verkat bl.a. Olli Hildén, Pekka Virtanen, Tumppi Varonen, Tero Siitonen, Tatu Mannberg och Puka Oinonen.
Det är värt att nämna skivan Juuret (Rötter) som släpptes 1996. Skivan uppskattades stort av fansen, eftersom det var en återvändo till den gamla punkrocken à la Pelle Miljoona Oy. Texterna var raka kommentarer om 1990-talets Finland och musiken var enkla punkriff. Vid den tiden var det de gamla punkveteranerna Siitonen och Varonen som utgjorde Rockers. Under slutet av 90-talet koncentrerade sig Miljoona ganska långt på resor och skrivande, han reste bl.a. till Goa, USA och Senegal. Men Rockers gav fortfarande ut skivor på löpande band och Pelle Miljoona själv arbetade en tid med bandet Colme Cowboyta.
Med den 1999 utgivna Brooklyn-Dakar kan man tydligt se en ändring den musikaliska riktningen för Rockers. Skivan leker mycket med jazz, etnorytmer och reggae. Från skivan kan nämnas låtar som den jazziga Brooklynin Enkeli (Brooklyns ängel), Afrikan kuningas (Afrikas kung, tillägnad Bob Marley) och Oo niinku oot (Va' som du e'). Den sistnämnda spelades flitigt också i finska radion. 1999 skulle den legendariska klubben Lepakko i Helsingfors rivas och på hösten hölls en avskedskonsert på klubben med många finländska artister. Det amerikanska rockbandet Red Hot Chili Peppers råkade vara på konsert i Finland samma kväll och fick höra talas om evenemanget. Så hela bandet, förutom sångaren Anthony Keidis tågade iväg till Lepakko för att ta del av festen. Sent på natten steg de också upp på scen för att jamma, men eftersom de inte hade sångaren med sig, hoppade Pelle Miljoona upp på scenen och började spela Bob Marley med RHCP.

### I dag
Sedan år 2000 har Pelle Miljoona turnerat med ett akustiskt band (Pelle Miljoona Folkers) och ett Rockers som består av Puka Oinonen och Tero Siitonen. Inspelningstakten har inte blivit mycket sämre, sedan 1999 har Pelle Miljoona gett ut tre skivor med nytt material (en under namnet Pelle Miljoona & Ylivoima) och tre samlingsskivor, den senaste från 2005 samlar ihop låtar från början av hans karriär med coverbandet Jasmine och N.U.S. År 2003 satte han ihop gruppen Suspenders med bland annat Ari Taskinen. Den gruppen har levt från och till, och släppte en skiva år 2007. Numera spelar han bland annat med en ny uppsättning av Pelle Miljoona & 1980.

## Pelle Miljoonas band
- Jasmine
- Pelle Miljoona & N.U.S.
- Pelle Miljoona & 1980
- Pelle Miljoona Oy
- Miljoonaliiga
- Pelle Miljoona & Linnunlaulu
- Pelle Miljoona & Peacemakers
- Pelle Miljoona & Rockers
- Pelle Miljoona & Ylivoima
- Pelle Miljoona Unabomber
- Suspenders

## Diskografi
Album
- Pelle Miljoona & N.U.S. - Pelle Miljoona & N.U.S. (1978)
- Pelle Miljoona & 1980 - Pelko ja viha (1979)
- Pelle Miljoona & 1980 - Viimeinen syksy (1979)
- Pelle Miljoona & 1980 - Näyttämökuvia (1980, live)
- Pelle Miljoona Oy - Moottoritie on kuuma (1980)
- Pelle Miljoona & Avoimet ovet - Rakkaudesta elämään (1981)
- Pelle Miljoona Oy - Matkalla tuntemattomaan (1981)
- Pelle Miljoona Oy - Radio Kebab (1982)
- Pelle Miljoona - Laulava idiootti (1983)
- Pelle Miljoona - Jos... (1984)
- Miljoonaliiga - Enkeltenkaupungissa... (1985)
- Pelle Miljoona & Linnunlaulu - Tule kotiin, Johnny (1987)
- Pelle Miljoona & Linnunlaulu - Sadepäivän ihmisiä (1989)
- Pelle Miljoona - Rauhan aika (1990)
- Pelle Miljoona - Kaikki muuttuu (1992)
- Rockers - Si si live (1992)
- Pelle Miljoona & Rockers - ABC (1993)
- Pelle Miljoona & Rockers - OK! (1994)
- Pelle Miljoona & Rockers - Landella (1995)
- Pelle Miljoona & Rockers - Juuret (1996)
- Pelle Miljoona & Rockers - Kolmen tuulen pesä (1998)
- Pelle Miljoona & Rockers - Brooklyn - Dakar (1999)
- Pelle Miljoona & Rockers - Tee itselles elämä (2001)
- Pelle Miljoona & Ylivoima - Todistaja (2002)
- Pelle Miljoona & Rockers - Setä Samulin sirkus (2004)
- Pelle Miljoona Unabomber - Unabomber! (2007)
- Suspenders (2007)

### Romaner
- Buddha blues (1985)
- Unimies (1992)
- Bändi hukassa (1994)
- Missä rastamies nukkuu (1995)
- Bonneville (1997)
- X - hän palaa (1999)
- Hamaca (2000)
- Alla tähden onnellisen (2002)
- Elossa ja potkii (2004, självbiografi)

### Poesi
- Pelkistettyä todellisuutta (1978)
- Kulkurin kyynel (1981)